# Godačica
Godačica (cyr. Годачица) – wieś w Serbii, w okręgu raskim, w mieście Kraljevo. W 2011 roku liczyła 924 mieszkańców.